# Ruth Brown

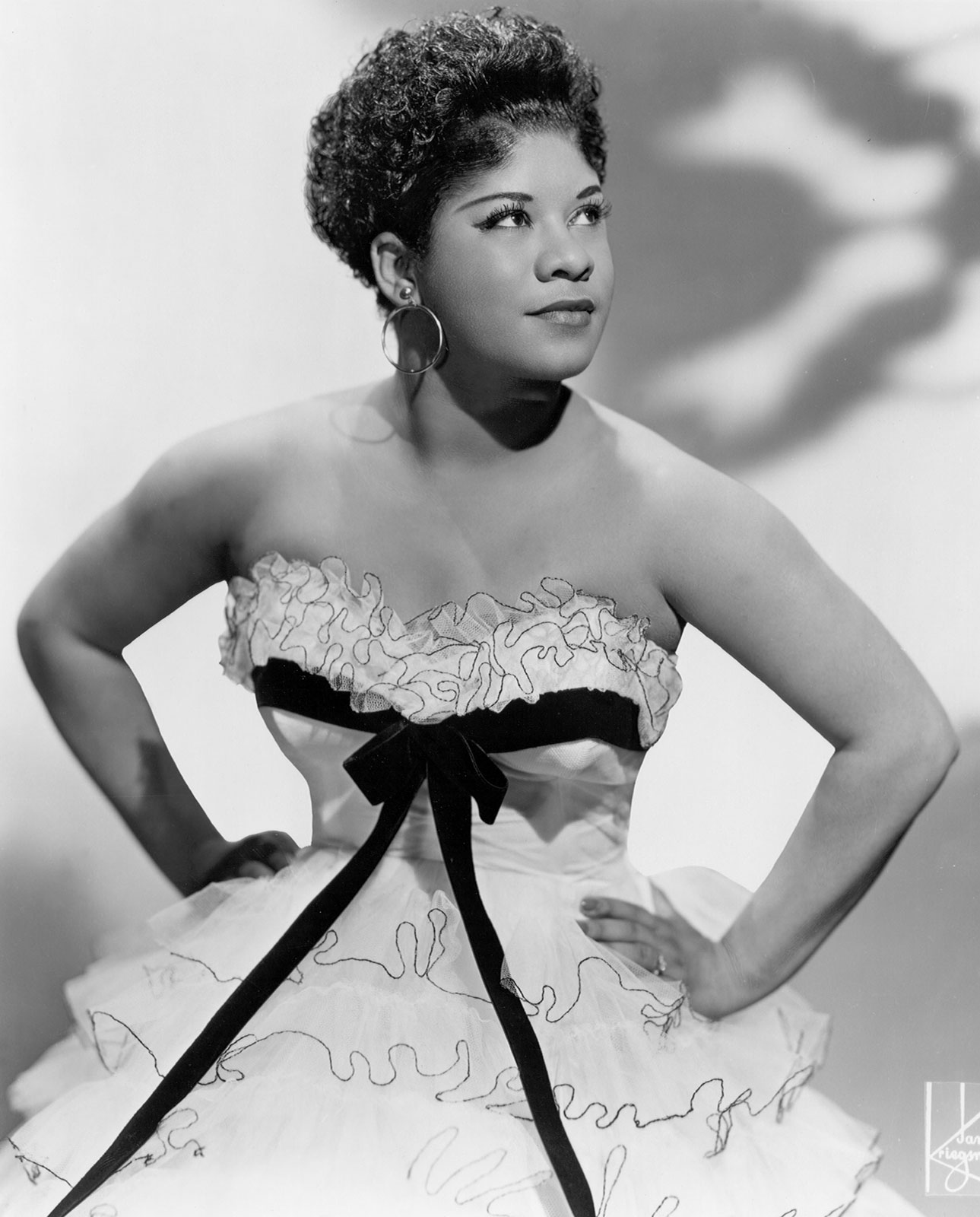
Ruth Brown (1955)

Ruth Brown (* 30. Januar 1928 in Portsmouth, Virginia, als Ruth Weston; † 17. November 2006 in Las Vegas, Nevada) war eine der populärsten US-amerikanischen Rhythm-’n’-Blues-Sängerinnen der 1950er Jahre.

## Leben
Ruth Brown sang schon früh in verschiedenen Kirchenchören, sattelte dann aber gegen den Willen ihres Vaters zur weltlichen Musik um. 1945 lernte sie den Trompeter Jimmy Brown kennen, den sie kurze Zeit später heiratete. Bei einem Auftritt im New Yorker Apollo Theater wurde sie entdeckt, als sie einen Song von Bing Crosby vortrug. Sie erhielt 1946 ein Engagement in der Band von Lucky Millinder, wurde aber später entlassen, als sie zwei Musiker mit Alkohol versorgt haben soll. Es dauerte jedoch nicht lange, bis sich Blanche Calloway, die Schwester von Cab Calloway, ihrer annahm und sie als Solokünstlerin verpflichtete.
Kurz bevor sie zum ersten Mal im Apollo Theater hätte auftreten sollen, wurde sie am 28. Oktober 1948 in Chester von einem Auto angefahren; sie brach sich beide Beine und mehrere Rippen und lag mehrere Monate im Krankenhaus. Erst 1949 nahm sie dann mit So Long bei Atlantic Records ihre erste Single auf, die sich schon bald als Erfolg entpuppte. Der Song war die Erkennungsmelodie der Chicagoer Sängerin Little Miss Cornshucks, die sie als ihr größtes Vorbild bezeichnete. Mit dem 1950 erschienenen Teardrops from My Eyes landete sie ihren ersten Nummer-1-Hit in den R&B-Charts, dem noch weitere folgen sollten; so z. B. 1952 (Mama) He Treats Your Daughter Mean. 1954 sang sie Sentimental Journey mit den Delta Rhythm Boys. 1957 feierte sie mit dem Leiber/Stoller-Song Lucky Lips erstmals einen größeren Erfolg in den US-Popcharts, den sie 1958 mit This Little Girl’s Gone Rockin’ sogar noch übertreffen konnte. Um 1960 gab sie die Tourneen auf, zog nach New York und arbeitete als Pressereferentin und Agentin für Dinah Washington.

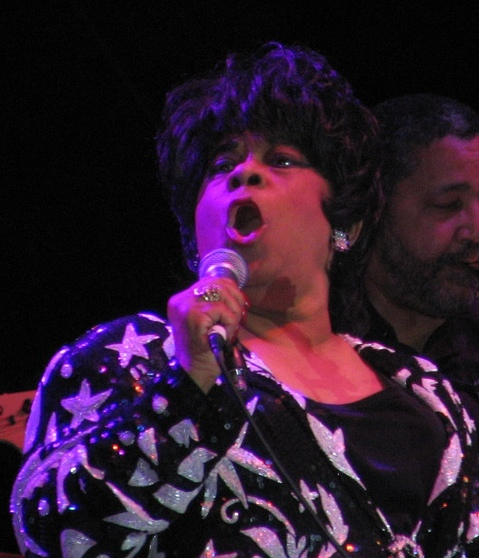
Ruth Brown, 2005

Anfang der 1960er Jahre ließ ihr Erfolg spürbar nach, so dass sie Mitte des Jahrzehnts der Plattenindustrie vollkommen den Rücken kehrte. Sie wurde jedoch weiterhin zu allen wichtigen Blues- und Jazzfestivals eingeladen. Erst in den späten 1970er Jahren spielte sie wieder Songs ein. Sie tourte mit dem Musical Guys and Dolls, nahm 1982 die Show The Soul Survives auf und erhielt Anfang der 1980er Jahre für ihre Rolle in dem Broadway-Stück Black and Blue einen Tony sowie einen Outer Critics Circle Award. Brown übernahm auch eine Hauptrolle in dem Off-Broadway-Musical Stagger Lee von Allen Toussaint und war als Schauspielerin auch in Spielfilmen wie Under the Rainbow und Hairspray zu sehen. Für ihr Album Blues on Broadway, das 1989 bei Fantasy Records erschien, erhielt sie einen Grammy in der Kategorie „Beste Jazz-Gesangsdarbietung, weiblich“. 1998 wurde sie als beste Blueskünstlerin mit dem Living Blues Award ausgezeichnet.
In den 1990er Jahren trat Brown weiterhin regelmäßig auf, darunter im New Yorker Blue Note und, zum ersten Mal seit 1968, auch wieder im Apollo. Sie unterstützte Bonnie Raitt bei ihren Plattenaufnahmen und wurde 1993 in die Rock and Roll Hall of Fame aufgenommen. 1994 tourte sie mit ihrem Programm Ruth Brown Goes to Town durch Europa und nahm im Ronnie Scott’s Club in London das Album Live in London auf. Sie sang 1995 mit Jon Hendricks und unterschrieb 1996 bei Bullseye Blues Records. Dort erschien 1997 auch das Album R + B = Ruth Brown, auf dem Bonnie Raitt, Johnny Adams, Duke Robillard und Clarence Gatemouth Brown als Gaststars zu hören sind.
2002 wurde Brown in die Blues Hall of Fame aufgenommen. Der Rapper Rakim ist ihr Neffe. Ruth Brown starb am 17. November 2006 im Alter von 78 Jahren in Las Vegas.

## Diskografie

### Studioalben
- 1957: Rock & Roll (Atlantic 8004)
- 1959: Miss Rhythm (Atlantic 8026)
- 1959: Late Date with Ruth Brown (Atlantic 1308)
- 1962: Along Comes Ruth (Philips 200-028)
- 1962: Gospel Time (Philips 200-055)
- 1965: Ruth Brown ’65 (Mainstream 56034)
- 1968: The Big Band Sound of Thad Jones, Mel Lewis feat. Miss Ruth Brown (mit Thad Jones und Mel Lewis; Solid State 18041)
- 1969: Black Is Brown and Brown Is Beautiful (Skye 13)
- 1972: The Real Ruth Brown (Cobblestone 9007)
- 1978: You Don’t Know Me (Dobre 1041)
- 1982: The Soul Survives (Flair 8201)
- 1988: Have a Good Time (Fantasy 9661)
- 1989: Blues on Broadway (Grammy (Bester Jazzgesang, weiblich); Fantasy 9662)
- 1990: Brown, Black & Beautiful (Ichiban 4023; VÖ: 25. April)
- 1991: Fine and Mellow (Fantasy)
- 1993: Songs of My Life (Fantasy; VÖ: 20. August)
- 1997: R + B = Ruth Brown (Bullseye Blues 9583)
- 1999: A Good Day for the Blues (Bullseye Blues 9612; VÖ: 2. März)

### Livealben
- 1988: Have a Good Time (Fantasy)
- 1996: Live in London (Jazz House 042; VÖ: 23. Januar)

### Kompilationen
- 1962: The Best of Ruth Brown (Atlantic 8080)
- 1989: Miss Rhythm, Greatest Hits and More (2 CDs; Atlantic 7 82061-2)
- 1996: Rockin’ in Rhythm: The Best of Ruth Brown (Rhino 72450)
- 2003: The Essentials (Atlantic 76162)
- 2004: A Proper Introduction to Ruth Brown: Teardrops from My Eyes (Proper 2067)
- 2006: Wild Wild Women (Splitalbum mit LaVern Baker; Rev-Ola 149)
- 2007: The Platinum Collection (Warner Platinum 8122-79995-7)
- 2007: The Definitive Soul Collection (2 CDs; Rhino 122684)
- 2009: Ms. B’s Blues: Essential Recordings: The Best of Rounder Records (Rounder)
- 2016: Say It Again: Ruth Brown in the ’60s (28 mp3-Files; Jasmine Records)

### Singles
| Jahr | Titel Album                                          | Höchstplatzierung, Gesamtwochen, AuszeichnungChartplatzierungen (Jahr, Titel, Album, Platzierungen, Wochen, Auszeichnungen, Anmerkungen) | Höchstplatzierung, Gesamtwochen, AuszeichnungChartplatzierungen (Jahr, Titel, Album, Platzierungen, Wochen, Auszeichnungen, Anmerkungen) | Anmerkungen |
| Jahr | Titel Album                                          | US | R&B | Anmerkungen |
| ---- | ---------------------------------------------------- | --- | --- | --- |
| 1949 | So Long Rock & Roll                                  | — | R&B4 (10 Wo.)R&B | Erstveröffentlichung: September 1949 mit Eddie Condon’s NBC Television Orchestra Autoren: Remus Harris, Russ Morgan, Irving Melsher Original: Johnny Moore’s Three Blazers, 1946 |
| 1950 | Teardrops from My Eyes Rock & Roll                   | — | R&B1 (25 Wo.)R&B | Erstveröffentlichung: Oktober 1950 mit Budd Johnson’s Orchestra Autor: Rudolph Toombs                                                                                            |
| 1951 | I’ll Wait for You                                    | — | R&B3 (4 Wo.)R&B | Erstveröffentlichung: März 1951 mit Budd Johnson’s Orchestra Autor: Rudolph Toombs                                                                                               |
| 1951 | I Know                                               | — | R&B7 (4 Wo.)R&B | Erstveröffentlichung: Juli 1951 mit Budd Johnson’s Orchestra Autoren: Rudolph Toombs, Ahmet Ertegün, Harold Abramson                                                             |
| 1952 | 5-10-15 Hours Rock & Roll                            | — | R&B1 (16 Wo.)R&B | Erstveröffentlichung: März 1952 mit Orchestra nichtzertifizierter Millionenseller Autor: Rudolph Toombs                                                                          |
| 1952 | Daddy Daddy Rock & Roll                              | — | R&B3 (9 Wo.)R&B | Erstveröffentlichung: August 1952 mit Orchestra Autor: Rudolph Toombs |
| 1953 | (Mama) He Treats Your Daughter Mean Rock & Roll      | — | R&B1 (16 Wo.)R&B | Erstveröffentlichung: Januar 1953 mit Orchestra Autoren: Johnny Wallace, Herbert J. Lance                                                                                        |
| 1953 | Wild Wild Young Men Rock & Roll                      | — | R&B3 (10 Wo.)R&B | Erstveröffentlichung: April 1953 mit Orchestra Autor: Ahmet Ertegün |
| 1953 | Mend Your Ways                                       | — | R&B7 (2 Wo.)R&B | B-Seite von Wild Wild Young Men mit Orchestra Autoren: Leroy Kirkland, Lincoln Chase                                                                                             |
| 1954 | Oh What a Dream Rock & Roll                          | — | R&B1 (17 Wo.)R&B | Erstveröffentlichung: Juli 1954 mit Her Rhythmakers with Orchestra Autor: Chuck Willis                                                                                           |
| 1954 | Mambo Baby Rock & Roll                               | — | R&B1 (12 Wo.)R&B | Erstveröffentlichung: Oktober 1954 mit Her Rhythmakers with Orchestra Autoren: Charles Singleton, Rose Marie McCoy                                                               |
| 1954 | Bye Bye Young Men The Best of Ruth Brown             | — | R&B13 (1 Wo.)R&B | Erstveröffentlichung: Dezember 1954 mit Her Rhythmakers Autoren: Dossie Terry |
| 1955 | I Can See Everybody’s Baby Miss Rhythm               | — | R&B4 (8 Wo.)R&B | Erstveröffentlichung: April 1955 mit Her Rhythmakers with Orchestra Autoren: Jerry Leiber, Mike Stoller                                                                          |
| 1955 | As Long as I’m Moving Rock & Roll                    | — | R&B7 (7 Wo.)R&B | B-Seite von I Can See Everybody’s Baby mit Her Rhythmakers with Orchestra Autor: Charles Calhoun                                                                                 |
| 1955 | It’s Love Baby (24 Hours of the Day) Rock & Roll     | — | R&B4 (7 Wo.)R&B | Erstveröffentlichung: August 1955 Autor: Ted Jarrett |
| 1955 | Love Has Joined Us Together Love Ballads             | — | R&B8 (3 Wo.)R&B | Erstveröffentlichung: November 1955 mit Clyde McPhatter and Orchestra Autoren: Billy Dawn Smith, Dick Smith, Marguerite James                                                    |
| 1955 | I Want to Do More                                    | — | R&B3 (7 Wo.)R&B | Erstveröffentlichung: Dezember 1955 mit Her Rhythmakers with Orchestra Autoren: Jerry Leiber, Mike Stoller                                                                       |
| 1956 | Sweet Baby of Mine                                   | — | R&B10 (1 Wo.)R&B | Erstveröffentlichung: März 1956 mit Orchestra Autor: Bobby Sharp |
| 1957 | Lucky Lips Rock & Roll                               | US26 (9 Wo.)US | R&B6 (10 Wo.)R&B | Erstveröffentlichung: Januar 1957 nichtzertifizierter Millionenseller Autoren: Jerry Leiber, Mike Stoller                                                                        |
| 1958 | This Little Girl’s Gone Rockin’ Miss Rhythm          | US24 (10 Wo.)US | R&B7 (4 Wo.)R&B | Erstveröffentlichung: August 1958 mit Orchestra Howard Biggs Saxophonsolo: King Curtis Autoren: Bobby Darin, King Curtis                                                         |
| 1958 | Why Me Miss Rhythm                                   | — | R&B17 (5 Wo.)R&B | B-Seite von This Little Girl’s Gone Rockin’ mit Orchestra Howard Biggs Autoren: Belford Hendricks, Brook Benton, Ronnie Mack                                                     |
| 1959 | Jack O’ Diamonds Miss Rhythm                         | US96 (2 Wo.)US | R&B23 (2 Wo.)R&B | Erstveröffentlichung: Mai 1959 Autoren: Jerry Leiber, Mike Stoller |
| 1959 | I Don’t Know The Best of Ruth Brown                  | US64 (6 Wo.)US | R&B5 (11 Wo.)R&B | Erstveröffentlichung: August 1959 Autoren: Bobby Stevenson, Brook Benton |
| 1960 | Don’t Deceive Me                                     | US62 (8 Wo.)US | R&B10 (5 Wo.)R&B | Erstveröffentlichung: Februar 1960 Arrangeur und Dirigent: Richard Wess Original/Autor: Chuck Willis (1953)                                                                      |
| 1962 | Shake a Hand Along Comes Ruth                        | US97 (2 Wo.)US | — | Erstveröffentlichung: Mai 1962 Arrangeur und Dirigent: Chuck Sagle Autor: Joe Morris Original: Faye Adams, 1953                                                                  |
| 1962 | Mama (He Treats Your Daughter Mean) Along Comes Ruth | US99 (1 Wo.)US | — | Erstveröffentlichung: Juli 1962 Neuaufnahme, mit The Milestones Singers |

Weitere Singles
- 1949: I’ll Get Along Somehow
- 1952: Three Letters (VÖ: Oktober)
- 1953: The Tears Keep Tumbling Down (VÖ: September)
- 1954: Love Contest (VÖ: Januar)
- 1954: If I Had Any Sense (VÖ: April)
- 1956: I Want to Be Loved (VÖ: August)
- 1956: Smooth Operator (VÖ: Oktober)
- 1957: When I Get You Baby (VÖ: Mai)
- 1957: Show Me (VÖ: September)
- 1957: A New Love (VÖ: November)
- 1958: Just Too Much (VÖ: März)
- 1958: Mama He Treats Your Daughter Mean (VÖ: November)
- 1960: The Door Is Still Open (VÖ: Juni)
- 1960: Taking Care of Business (VÖ: September)
- 1961: Sure ’Nuff (VÖ: Januar)
- 1961: Anyone but You (VÖ: Mai)
- 1962: He Tells Me with His Eyes (VÖ: Dezember)
- 1963: Satisfied (VÖ: Juli)
- 1964: Secret Love (VÖ: Februar)
- 1964: Yes Sir That’s My Baby (VÖ: Februar)
- 1964: Come a Little Closer (VÖ: Juni)
- 1965: Hurry on Down (VÖ: März)
- 1968: Someday (I Know, I Know) (VÖ: Dezember)
- 1969: Yesterday
- 1989: If I Can’t Sell It, I’ll Keep Sittin’ on It

## Filmografie
- 1979–1980: Hello, Larry (Fernsehserie)
- 1981: Checking In (Fernsehserie)
- 1981: Geheimauftrag Hollywood
- 1988: Hairspray
- 1991: Der große Blonde mit dem schwarzen Fuß
- 1993: Great Performances (Fernsehserie)
- 1993: American Playhouse (Fernsehserie)
- 1994: Rebel Highway (Fernsehserie)
- 1994: Glory Days (Fernsehfilm)
- 2000: Happily Ever After: Fairy Tales for Every Child (Fernsehserie)